# Salvelinus colii
Salvelinus colii es una especie de pez de la familia Salmonidae en el orden de los Salmoniformes.

## Reproducción
Desova entre noviembre y diciembre.

## Alimentación
Come invertebrados  planctónicos y  bentónicos.

## Hábitat
Vive en zonas de aguas  templadas.

## Distribución geográfica
Se encuentra en Irlanda.